# Biblioteka im. Soemana H.S.
Biblioteka im. Soemana H.S. (malajski Perpustakaan Soeman H.S., ang. Soeman Hs Library) – biblioteka  i archiwum narodowe prowincji Riau w Pekanbaru w Indonezji; jej 6-piętrowy budynek ma unikalny kształt otwartej książki.
Biblioteka nosi imię indonezyjskiego pisarza i poety, pochodzącego z Tapanuli na Sumatrze, Soemana Hasibuana (1904–1999), znanego bardziej pod swym pisarskim pseudonimem Soeman H.S. (lub Suman Hs).

## Historia
Planując budowę nowego budynku biblioteki postanowiono zmienić jej lokalizację przenosząc ją do centrum Pekanbaru. W zaplanowanej lokalizacji stały już dwa budynki mające wartość historyczną. Projekt zakładał budowę pomiędzy nimi 6 piętrowego gmachu i połączenie trzech budynków dachem w kształcie rehal – drewnianego stojaka na Koran. 
Projektant  i architekt dr. Sudarto w wywiadzie stwierdził, że główną inspiracją dla projektu budynku biblioteki był stojak służący do czytania z umieszczoną na nią otwartą księgą Koranu, zaś wysokie kolumny podtrzymujące dach były inspirowane koncepcją budowy tradycyjnego malajskiego domu na palach.
Nowy budynek biblioteki jest przeszklony, Starano się dobrze wykorzystać naturalne oświetlenie równocześnie poprzez wysunięcie dachu eliminuje się nagrzewanie budynku do minimum. Biblioteka została zbudowana na zamówienie rządu prowincji Riau i otwarta w 2008 przez wiceprezydenta Indonezji Muhammada Jusufa Kallę.
W 2015 roku starym budynkom nadano  nowe nazwy. Budynek administracyjny otrzymał nazwę Ismail Suko Auditorium. Chciano w ten sposób uczcić nie żyjącego gubernatora Riau Ismaila Suko, który kiedyś mieszkał w tym budynku. Drugi budynek otrzymał imię zasłużonego dla Riau Wana Ghaliba. 
Budynek biblioteki jest klimatyzowany i został wyposażony m.in. w audytorium, izbę kultury malajskiej, atrium, salę konferencyjną, salę internetową, mały meczet, kawiarnię i kafeterię oraz tzw. Kącik Energetyczny (ang. Energy Corner, zwany Chevron Library).

## Budynek i zbiory
Biblioteka gromadzi wiele dzieł literackich związanych z kulturą malajską, przechowywanych w specjalnych pomieszczeniach zwanych Izbami Malajskimi (ang. Malay Chambers). Oprócz tego, że jest czytelnią stanowi także miejsce spotkań lokalnej społeczności. Budynek ten stał się również jedną z atrakcji turystycznych w Pekanbaru. Dziennie miejsce to odwiedza nawet do 1000 osób, pochodzących zarówno z regionu, jak i spoza jej regionu.